# Засоби виробництва
За́соби виробни́цтва (англ. Means of production) — сукупність предметів та засобів праці, які використовуються людьми в процесі виробництва матеріальних благ і послуг. До засобів виробництва належать машини, знаряддя праці, фабрики, а також суспільний і природний капітал.
Засоби виробництва і праця людини нерозривно пов'язані і взаємообумовлені. Засоби виробництва і люди, що володіють певним виробничим досвідом, навичками до праці і приводять ці засоби виробництва в дію, становлять продуктивні сили. Присвоєння засобів виробництва породжує особливі суспільні взаємини між людьми — виробничі відносини.
Засоби виробництва також розглядаються як капітальні блага. 
Фактори виробництва — праця, земля, капітал, знання.
Засоби виробництва, згідно прийнятої для соціалістичної економіки класифікації, відносять до так званої групи «А» на противагу предметам споживання (група «Б»).
Група «А» — сукупність галузей промисловості, які виробляють засоби виробництва. До них належать машинобудування і металообробна промисловість, чорна і кольорова металургія, електро- і теплоенергетика, хімічна промисловість, промисловість будівельних матеріалів та ін. Деякі галузі промисловості (добувна, обробна тощо), крім засобів виробництва, виготовляють і предмети споживання, що належать до групи «Б». Відповідно частина продукції підприємств легкої промисловості (сировина, напівфабрикати), що спрямовується на наступну переробку, належить до групи «А».
Питома вага групи «А» в колишньому СРСР становила до 70%, а в розвинутих країнах Заходу продукція промисловості, що спрямовувалася на кінцеве споживання, — 65—66%. Це свідчило про затратний характер економіки.
В Україні протягом 1991—97 група «А» зросла з 70 до 73%, що спричинено глибшою кризою в галузях групи «Б».
Згідно неокласичної класифікації благ, оформленої Карлом Менгером (1873), засоби виробництва представляють собою блага високих порядків. Благами першого порядку вважаються споживчі блага, благом другого порядку - блага для виробництва благ першого порядку, благами третього порядку - блага для виробинцтва благ другого порядку й т.д.